# Посадский, Томаш
То́маш Поса́дский (пол. Tomasz Posadzki; род. 13 ноября 1961, Гданьск) — польский юрист и политический деятель, президент города Гданьска в 1994—1998 годах.

## Биография
По образованию юрист, окончил Факультет права и администрирования Гданьского университета. В начале 1980-х годов принимал участие в Независимом союзе студентов. После завершения учёбы занимался адвокатской деятельностью и управлял собственной адвокатской конторой в Гданьске.
В 1994—2002 годах входил в городской совет Гданьска, а в 1994—1998 годах занимал должность президента города. Заседал в правлении Ассоциации польских городов. В 2000—2006 работал в Telewizja Polska: был вице-президентом её правления, а затем занимал должность генерального директора по корпоративным вопросам.
С начала 1990-х годов принимал участие в «Демократической унии» и «Унии свободы». В 2005 году вступил в «Демократическую партию» (PD). В 1991 и 1993 годах неудачно баллотировался в Сейм в списках «Демократической унии», а в 2007 году в Сенат от «Левых и демократов». В 2012 году стал почётным консулом Эстонии в Гданьске.
В 2004 году награждён Орденом Креста земли Марии 4-й степени.